# La Chapelle-Viel
La Chapelle-Viel és un municipi francès situat al departament de l'Orne i a la regió de Normandia. L'any 2007 tenia 260 habitants.

## Demografia

### Població
El 2007 la població de fet de La Chapelle-Viel era de 260 persones. Hi havia 95 famílies de les quals 21 eren unipersonals (17 homes vivint sols i 4 dones vivint soles), 25 parelles sense fills, 41 parelles amb fills i 8 famílies monoparentals amb fills.
La població ha evolucionat segons el següent gràfic:
Habitants censats

### Habitatges
El 2007 hi havia 121 habitatges, 98 eren l'habitatge principal de la família, 17 eren segones residències i 6 estaven desocupats. Tots els 121 habitatges eren cases. Dels 98 habitatges principals, 88 estaven ocupats pels seus propietaris, 7 estaven llogats i ocupats pels llogaters i 3 estaven cedits a títol gratuït; 3 tenien dues cambres, 7 en tenien tres, 25 en tenien quatre i 63 en tenien cinc o més. 81 habitatges disposaven pel capbaix d'una plaça de pàrquing. A 41 habitatges hi havia un automòbil i a 50 n'hi havia dos o més.

### Piràmide de població
La piràmide de població per edats i sexe el 2009 era:
| Homes | Edats   | Dones |
| ----- | ------- | ----- |
| 0     | 95 o +  | 0     |
| 0     | 90 a 94 | 0     |
| 0     | 85 a 89 | 0     |
| 0     | 80 a 84 | 4     |
| 0     | 75 a 79 | 4     |
| 4     | 70 a 74 | 12    |
| 12    | 65 a 69 | 4     |
| 0     | 60 a 64 | 20    |
| 4     | 55 a 59 | 0     |
| 8     | 50 a 54 | 0     |
| 8     | 45 a 49 | 8     |
| 8     | 40 a 44 | 12    |
| 8     | 35 a 39 | 16    |
| 12    | 30 a 34 | 4     |
| 0     | 25 a 29 | 0     |
| 8     | 20 a 24 | 4     |
| 8     | 15 a 19 | 16    |
| 12    | 10 a 14 | 4     |
| 0     | 5 a 9   | 0     |
| 8     | 0 a 4   | 4     |

## Economia
El 2007 la població en edat de treballar era de 166 persones, 124 eren actives i 42 eren inactives. De les 124 persones actives 122 estaven ocupades (71 homes i 51 dones) i 2 estaven aturades (1 home i 1 dona). De les 42 persones inactives 11 estaven jubilades, 11 estaven estudiant i 20 estaven classificades com a «altres inactius».

### Ingressos
El 2009 a La Chapelle-Viel hi havia 100 unitats fiscals que integraven 267,5 persones, la mediana anual d'ingressos fiscals per persona era de 19.240 €.

### Activitats econòmiques
Dels 10 establiments que hi havia el 2007, 2 eren d'empreses extractives, 2 d'empreses de construcció, 4 d'empreses de comerç i reparació d'automòbils, 1 d'una empresa d'informació i comunicació i 1 d'una empresa de serveis.
Dels 2 establiments de servei als particulars que hi havia el 2009, 1 era un paleta i 1 lampisteria.
L'any 2000 a La Chapelle-Viel hi havia 13 explotacions agrícoles que ocupaven un total de 909 hectàrees.

## Poblacions més properes
El següent diagrama mostra les poblacions més properes.